# Philip Hanson
Philip Hanson (Berkshire, 5 luglio 1999) è un pilota automobilistico britannico.
Specializzato nell'endurance, vanta due vittorie alla 24 Ore di Le Mans: di classe nel 2020 e assoluta nel 2025.

## Carriera
Nato a Sunningdale nel Berkshire, Phil Hanson ha vinto il suo primo campionato, il Whilton Mill Club, all'età di 15 anni. Nel 2016 debutta nelle gare endurance, corre con il team Tockwith Motorsports la serie Asian Le Mans, insieme a Nigel Moore, con cui diventa campione nella classe LMP3. L'anno successivo sempre con il team Tockwith partecipa per la prima volta alla 24 Ore di Le Mans finendo 9º nella classe LMP2.
Nell'ottobre del 2017 Phil passa al team di Zak Brown, l'United Autosports, nel 2018 corre nella 24 Ore di Daytona insieme a Lando Norris e Fernando Alonso. In seguito partecipa al European Le Mans Series, nella classe regina LMP2, dove vince due gare e chiude quinto in classifica. Nel 2022 torna a correre la 24 Ore di Daytona, sempre con il team United Autosports. Anche nel 2023 Hanson partecipa alla 24 Ore di Daytona, questa volta con il Racing Team Turkey. Nel 2025 vince la 24 ore di Le Mans con la Ferrari 499P numero #83

### WEC

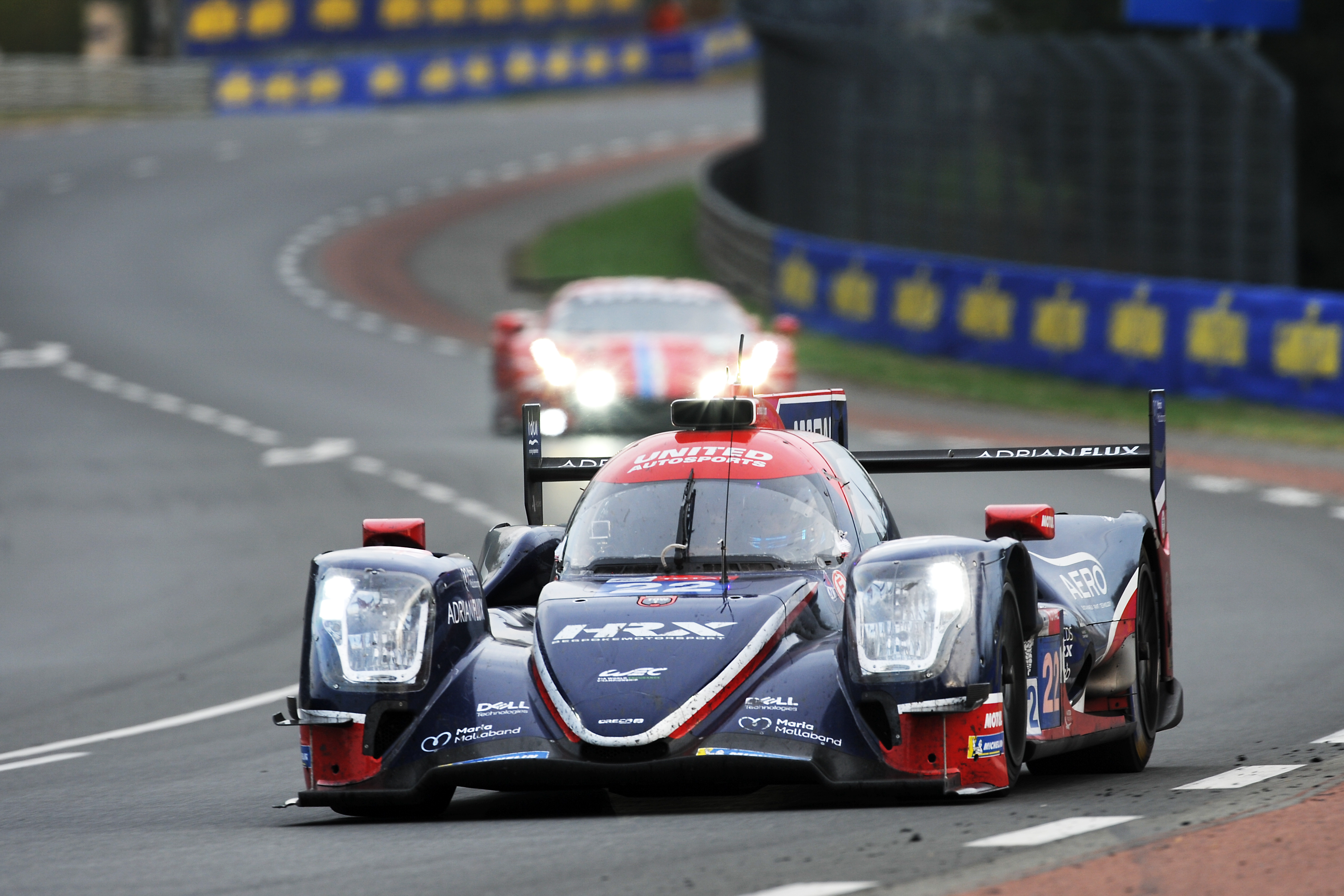
La Oreca 07 di United Autosports, con cui Hanson ha ottenuto la vittoria di classe alla 24 Ore di Le Mans 2020.

Phil disputa la sua prima stagione completa nella Campionato del mondo endurance sempre con il team United Autosports, guidando insieme a Filipe Albuquerque e Paul di Resta. L'equipaggio conquista quattro vittorie, tra cui quella della 24 Ore di Le Mans, che portano al team la conquista del titolo nella classe LMP2. Philip Hanson diventa così il più giovane vincitore del campionato del WEC.
Nel 2021 continua con il team United Autosports, vince altre due gare: la prima a Spa-Francorchamps e la seconda a Monza. Chiudono la stagione al quarto posto nella loro classe, dietro al team belga WRT e alle due vetture della team Jota.
Nel 2022 Hanson viene confermato dal team alla guida della Oreca 07 insieme a Filipe Albuquerque e Will Owen. Dopo la 6 Ore di Monza Hanson viene confermato dal team anche per la stagione 2023.

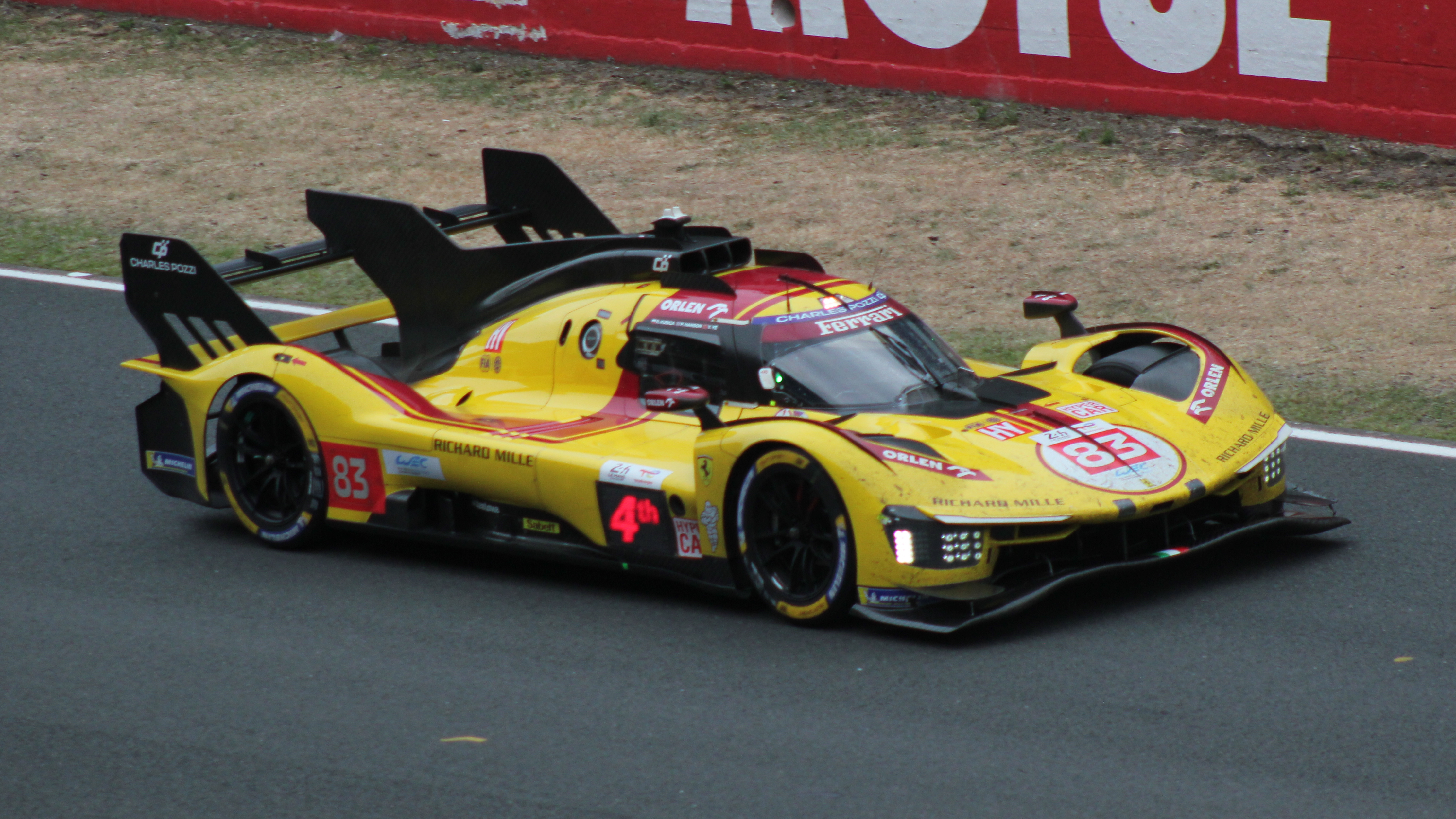
La Ferrari 499P di AF Corse, con cui Hanson ha ottenuto la vittoria assoluta alla 24 Ore di Le Mans 2025.

L'anno seguente viene confermato dal team United Autosports e prendere parte alla Asian Le Mans Series e al Campionato del mondo endurance. Nella serie asiatica ottiene il sesto posto assoluto, mentre nel WEC, in coppia con Frederick Lubin e Filipe Albuquerque ottiene la vittoria alla 1000 Miglia di Sebring.
Nel 2024 passa alla classe Hypercar del WEC correndo con la Porsche 963 del team Hertz Team Jota.
Nel 2025, lascia il team Jota per passare alla AF Corse, correndo con la Ferrari 499P. Vince la classifica assoluta della 24 Ore di Le Mans, in equipaggio con Robert Kubica e Ye Yifei, riportando un team privato a vincere la classifica generale sulla Sarthe dopo venti anni.

## Risultati

### Riassunto della carriera
| Stagione | Serie                             | Team                  | Gare | Vittorie | Pole | GPV | Podi | Punti | Pos. |
| -------- | --------------------------------- | --------------------- | ---- | -------- | ---- | --- | ---- | ----- | ---- |
| 2016     | Campionato Endurance Britcar      | Tockwith Motorsport   | 8    | 5        | 3    | 5   | 6    | 170   | 1º   |
| 2016     | European Le Mans Series - LMP3    | Tockwith Motorsport   | 2    | 0        | 0    | 0   | 0    | 9.5   | 21º  |
| 2016     | Michelin Le Mans Cup              | Tockwith Motorsport   | 3    | 0        | 0    | 0   | 0    | 20.5  | 10º  |
| 2016–17  | Asian Le Mans Series - LMP3       | Tockwith Motorsports  | 4    | 3        | 2    | 0   | 4    | 77    | 1º   |
| 2017     | WEC - LMP2                        | Tockwith Motorsports  | 4    | 0        | 0    | 0   | 1    | 0     | NC†  |
| 2017     | 24 Ore di Le Mans - LMP2          | Tockwith Motorsports  | 1    | 0        | 0    | 0   | 0    | N/A   | 9º   |
| 2017     | European Le Mans Series - LMP2    | Tockwith Motorsports  | 3    | 0        | 0    | 0   | 0    | 12.5  | 16º  |
| 2018     | IMSA WeatherTech SportsCar - P    | United Autosports     | 3    | 0        | 0    | 0   | 0    | 72    | 28º  |
| 2018     | European Le Mans Series - LMP2    | United Autosports     | 6    | 2        | 0    | 0   | 3    | 54    | 5º   |
| 2018     | 24 Ore di Le Mans - LMP2          | United Autosports     | 1    | 0        | 0    | 0   | 0    | N/A   | DNF  |
| 2018–19  | Asian Le Mans Series - LMP2       | United Autosports     | 4    | 1        | 1    | 0   | 4    | 80    | 1º   |
| 2019     | European Le Mans Series - LMP2    | United Autosports     | 6    | 1        | 0    | 2   | 3    | 71    | 4º   |
| 2019     | 24 Ore di Le Mans - LMP2          | United Autosports     | 1    | 0        | 0    | 0   | 0    | N/A   | 4º   |
| 2019–20  | WEC - LMP2                        | United Autosports     | 8    | 4        | 3    | 0   | 6    | 190   | 1º   |
| 2020     | European Le Mans Series - LMP2    | United Autosports     | 5    | 3        | 1    | 1   | 5    | 109   | 1º   |
| 2020     | 24 Ore di Le Mans - LMP2          | United Autosports     | 1    | 1        | 0    | 0   | 1    | N/A   | 1º   |
| 2021     | WEC - LMP2                        | United Autosports     | 6    | 2        | 0    | 1   | 3    | 107   | 4º   |
| 2021     | 24 Ore di Le Mans - LMP2          | United Autosports     | 1    | 0        | 0    | 0   | 0    | N/A   | 18º  |
| 2021     | European Le Mans Series - LMP2    | United Autosports     | 6    | 1        | 0    | 1   | 4    | 86    | 2º   |
| 2022     | WEC - LMP2                        | United Autosports USA | 6    | 0        | 0    | 0   | 0    | 50    | 9º   |
| 2022     | 24 Ore di Le Mans - LMP2          | United Autosports USA | 1    | 0        | 0    | 0   | 0    | N/A   | 10º  |
| 2022     | European Le Mans Series - LMP2    | United Autosports USA | 6    | 1        | 0    | 0   | 2    | 73    | 4º   |
| 2022     | IMSA WeatherTech SportsCar - LMP2 | United Autosports USA | 1    | 0        | 0    | 0   | 0    | 0     | NC†  |
| 2023     | Asian Le Mans Series - LMP2       | United Autosports     | 2    | 0        | 0    | 0   | 0    | 16*   |      |

† Hanson era un pilota ospite, non idoneo a prendere punti.
* Stagione in corso.

### Risultati WEC
| Anno    | Squadra           | Classe   | Vettura      | SIL | FUJ | SHA | BHR | COA | SPA | LMS | BHR | Punti | Pos. |
| ------- | ----------------- | -------- | ------------ | --- | --- | --- | --- | --- | --- | --- | --- | ----- | ---- |
| 2019-20 | United Autosports | LMP2     | Oreca 07     | Rit | 3   | 3   | 1   | 1   | 1   | 1   | 4   | 190   | 1°   |
| Anno    | Squadra           | Classe   | Vettura      | SPA | ALG | MON | LMS | BHR | BHR |     |     | Punti | Pos. |
| 2021    | United Autosports | LMP2     | Oreca 07     | 1   | 3   | 1   | 10  | 4   | 4   |     |     | 107   | 4°   |
| Anno    | Squadra           | Classe   | Vettura      | SEB | SPA | LMS | MON | FUJ | BHR |     |     | Punti | Pos. |
| 2022    | United Autosports | LMP2     | Oreca 07     | 7   | 5   | 7   | 13  | 7   | 6   |     |     | 50    | 9°   |
| Anno    | Squadra           | Classe   | Vettura      | SEB | ALG | SPA | LMS | MON | FUJ | BHR |     | Punti | Pos. |
| 2023    | United Autosports | LMP2     | Oreca 07     | 1   | 2   | 5   | 8   | 6   | 2   | 9   |     | 104   | 3°   |
| Anno    | Squadra           | Classe   | Vettura      | QAT | IMO | SPA | LMS | SÃO | COA | FUJ | BHR | Punti | Pos. |
| 2024    | Hertz Jota Sport  | Hypercar | Porsche 963  | NC  | 11  | Rit | 9   | 7   | 10  | 6   | 7   | 28    | 19°  |
| Anno    | Squadra           | Classe   | Vettura      | QAT | IMO | SPA | LMS | SÃO | COA | FUJ | BHR | Punti | Pos. |
| 2025    | AF Corse          | Hypercar | Ferrari 499P | 2   | 4   | 15  | 1   |     |     |     |     | 39*   |      |
| Legenda |                   |          |              |     |     |     |     |     |     |     |     |       |      |

* Stagione in corso.

### Risultati 24 ore di Le Mans
| Anno | Team                  | Co-Piloti                          | Auto                  | Classe   | Giri | Pos. | Classe Pos. |
| ---- | --------------------- | ---------------------------------- | --------------------- | -------- | ---- | ---- | ----------- |
| 2017 | Tockwi° Motorsports   | Nigel Moore Karun Chandhok         | Ligier JS P217-Gibson | LMP2     | 351  | 11°  | 9°          |
| 2018 | United Autosports     | Paul di Resta Filipe Albuquerque   | Ligier JS P217-Gibson | LMP2     | 288  | DNF  | DNF         |
| 2019 | United Autosports     | Paul di Resta Filipe Albuquerque   | Ligier JS P217-Gibson | LMP2     | 365  | 9°   | 4°          |
| 2020 | United Autosports     | Paul di Resta Filipe Albuquerque   | Oreca 07-Gibson       | LMP2     | 370  | 5°   | 1°          |
| 2021 | United Autosports USA | Fabio Scherer Filipe Albuquerque   | Oreca 07-Gibson       | LMP2     | 328  | 40°  | 18°         |
| 2022 | United Autosports USA | Will Owen Filipe Albuquerque       | Oreca 07-Gibson       | LMP2     | 366  | 14°  | 10°         |
| 2023 | United Autosports     | Filipe Albuquerque Frederick Lubin | Alpine A470           | LMP2     | 320  | 21º  | 11º         |
| 2024 | Hertz Jota Sport      | Oliver Rasmussen Jenson Button     | Porsche 963           | Hypercar | 311  | 9º   | 9º          |
| 2025 | AF Corse              | Robert Kubica Ye Yifei             | Ferrari 499P          | Hypercar | 387  | 1°   | 1°          |

### Risultati IMSA
| Anno    | Team                   | Classe | Vettura        | 1      | 2      | 3   | 4   | 5   | 6     | 7   | 8   | 9   | 10  | Punti | Pos. |
| ------- | ---------------------- | ------ | -------------- | ------ | ------ | --- | --- | --- | ----- | --- | --- | --- | --- | ----- | ---- |
| 2018    | United Autosports      | P      | Ligier JS P217 | DAY 13 | SEB 5  | LBH | MDO | DET | WGL 5 | MOS | ELK | LGA | PET | 72    | 28°  |
| 2022    | United Autosports      | LMP2   | Oreca 07       | DAY 6  | SEB    | LGA | MDO | WGL | ELK   | PET |     |     |     | -     | NC   |
| 2024    | JDC-Miller MotorSports | GTP    | Porsche 963    | DAY 6  | SEB 11 | LBH | LGA | DET | WGL 9 | ELK | IMS | PET |     | 745*  |      |
| Legenda |                        |        |                |        |        |     |     |     |       |     |     |     |     |       |      |

* Stagione in corso.

### Risultati 24 Ore di Daytona
| Anno | Team                   | Co-Piloti                                         | Auto           | Classe | Giri | Pos. | Classe Pos. |
| ---- | ---------------------- | ------------------------------------------------- | -------------- | ------ | ---- | ---- | ----------- |
| 2018 | United Autosports      | Fernando Alonso Lando Norris                      | Ligier JS P217 | P      | 718  | 13°  | 38°         |
| 2022 | United Autosports      | James McGuire Will Owen Guy Smith                 | Oreca 07       | LMP2   | 740  | 6°   | 10°         |
| 2024 | JDC-Miller MotorSports | Richard Westbrook Ben Keating Tijmen van der Helm | Porsche 963    | GTD    | 789  | 6°   | 6°          |

### Risultati European Le Mans Series
| Anno    | Squadra              | Classe | Vettura        | SIL | IMO | RBR | LEC | SPA | EST | Punti | Pos. |
| ------- | -------------------- | ------ | -------------- | --- | --- | --- | --- | --- | --- | ----- | ---- |
| 2016    | Tockwith Motorsports | LMP2   | Ligier JS P2   |     |     |     | 6   | 12  |     | 9.5   | 21°  |
| Anno    | Squadra              | Classe | Vettura        | SIL | MNZ | RBR | LEC | SPA | POR | Punti | Pos. |
| 2017    | Tockwith Motorsports | LMP2   | Ligier JS P217 | 5   | 11  | 9   |     |     |     | 12.5  | 16°  |
| Anno    | Squadra              | Classe | Vettura        | LEC | MNZ | RBR | SIL | SPA | POR | Punti | Pos. |
| 2018    | United Autosports    | LMP2   | Ligier JS P217 | 12  | 10  | 3   | Rit | 1   | 1   | 54    | 5°   |
| Anno    | Squadra              | Classe | Vettura        | LEC | MNZ | CAT | SIL | SPA | POR | Punti | Pos. |
| 2019    | United Autosports    | LMP2   | Ligier JS P217 | 6   | 4   | 7   | Rit | 1   | 2   | 71    | 4°   |
| Anno    | Squadra              | Classe | Vettura        | LEC | SPA | LEC | MNZ | POR |     | Punti | Pos. |
| 2020    | United Autosports    | LMP2   | Oreca 07       | 3   | 1   | 1   | 1   | 3   |     | 109   | 1°   |
| Anno    | Squadra              | Classe | Vettura        | CAT | RBR | LEC | MNZ | SPA | POR | Punti | Pos. |
| 2021    | United Autosports    | LMP2   | Oreca 07       | 3   | 7   | 2   | 2   | 8   | 1   | 86    | 2°   |
| Anno    | Squadra              | Classe | Vettura        | PAU | IMO | MON | BAR | SPA | POR | Punti | Pos. |
| 2022    | United Autosports    | LMP2   | Oreca 07       | 7   | 2   | 4   | 4   | 1   | Rit | 73    | 4°   |
| Anno    | Squadra              | Classe | Vettura        | BAR | LEC | ARA | SPA | POR | ALG | Punti | Pos. |
| 2023    | United Autosports    | LMP2   | Oreca 07       | 6   | 7   | 1   | 5   | 1   | 1   | 110   | 2°   |
| Legenda |                      |        |                |     |     |     |     |     |     |       |      |

*Stagione in corso.

## Palmarès
- 1  24 Ore di Le Mans: 2025
- 1  WEC Classe LMP2: 2019-2020
- 1  24 Ore di Le Mans classe LMP2: 2020
- 1  European Le Mans Series: 2020
- 2  Asian Le Mans Series: 2016-2017, 2018-2019
- 1  Campionato Endurance Britcar: 2016